# Bothriochloa
Bothriochloa  Kuntze é um género botânico pertencente à família Poaceae, subfamília Panicoideae, tribo Andropogoneae.
Tribu: Andropogoneae
O gênero é composto por aproximadamente 75 espécies. Ocorrem na Europa, África, Ásia, Australásia, Pacífico, América do Norte e América do Sul.

## Sinônimos
- Amphilophis Nash
- Gymnandropogon (Nees) Duthie

## Principais espécies
| - Bothriochloa anamitica - Bothriochloa alta - Bothriochloa barbinodis - Bothriochloa biloba - Bothriochloa bladhii - Bothriochloa bunyensis - Bothriochloa campii - Bothriochloa compressa - Bothriochloa decipiens - Bothriochloa edwardsiana - Bothriochloa ensiformis - Bothriochloa erianthoides - Bothriochloa eurylemma - Bothriochloa ewartiana - Bothriochloa exaristata - Bothriochloa grahamii - Bothriochloa hirtifolia - Bothriochloa hybrida | - Bothriochloa imperatoides - Bothriochloa insculpta - Bothriochloa ischaemum - Bothriochloa kuntzeana - Bothriochloa laguroides - Bothriochloa longifolia - Bothriochloa longipaniculata - Bothriochloa macra - Bothriochloa meridionalis - Bothriochloa pertusa - Bothriochloa pseudischaemum - Bothriochloa radicans - Bothriochloa saccharoides - Bothriochloa springfieldii - Bothriochloa velutina - Bothriochloa woodrovii - Bothriochloa wrightii |

- «PPP-Index Lista completa»